# エレナ・ペトロヴナ
エレナ・ペトロヴナ （ロシア語: Елена Петровна、1884年11月4日 - 1962年10月16日）は、ロシア公イオアン・コンスタンチノヴィチの妃。

## 生涯
のちのセルビア王ペータル1世と妃ゾルカの第1子として、母の故国モンテネグロ公国のツェティニェで誕生した。セルビア語名はイェレナ・カラジョルジェヴィチ（Јелена Карађорђевић）。6歳の時、母ゾルカが産褥で急死したことから、幼いイェレナはロシアで叔母スタナとミリツァの手で育てられ、良家の子女を教育するサンクトペテルブルクのスモールニィ校で学んだ。
母方の叔母であるイタリア王妃エレナの紹介で、イオアンと出会う。物静かな青年で、正教会の修道士になると思われていたイオアンがイェレナに結婚を申し込んだことは、周囲を驚かせた。1911年に二人は結婚し、ロシア語名エレナ・ペトロヴナを名乗るようになった。フセヴォロドとエカテリーナの2子をもうけた。
ロシア革命の発生、そして夫イオアンがボリシェヴィキに逮捕され、エレナは夫の釈放を請願して奔走した。エカテリンブルク、シベリアへと移送されたイオアンは、1918年7月18日、エリザヴェータ・フョードロヴナ大公妃、セルゲイ・ミハイロヴィチ大公らとともにアラパエフスクで処刑された。イオアンの実母エリザヴェータ・マヴリキエヴナ、そしてフセフェロドとエカテリーナを連れて逃亡しようとしたエレナは、エカテリンブルクで逮捕され、ペルミで投獄された。スウェーデン外交官の努力によりエリザヴェータ・マヴリキエヴナが出国した後、ノルウェー外交官の介入によってエレナは釈放され、子供たちと共にスウェーデンへ亡命した。その後エレナはフランスへ移り、1962年にニースで没した。

## 子女
- フセヴォロド（ロシア語版、英語版）（1914年 - 1973年）　第7代ビーチャム伯爵ウィリアム・リゴンの娘メアリー・リゴンと結婚
- エカチェリーナ（ロシア語版、英語版）（1915年 - 2007年）　メディチ家の子孫のイタリア貴族ファラーチェ・ディ・ヴィラフォレスタ侯爵ルッジェーロと結婚